# سلاح نووي

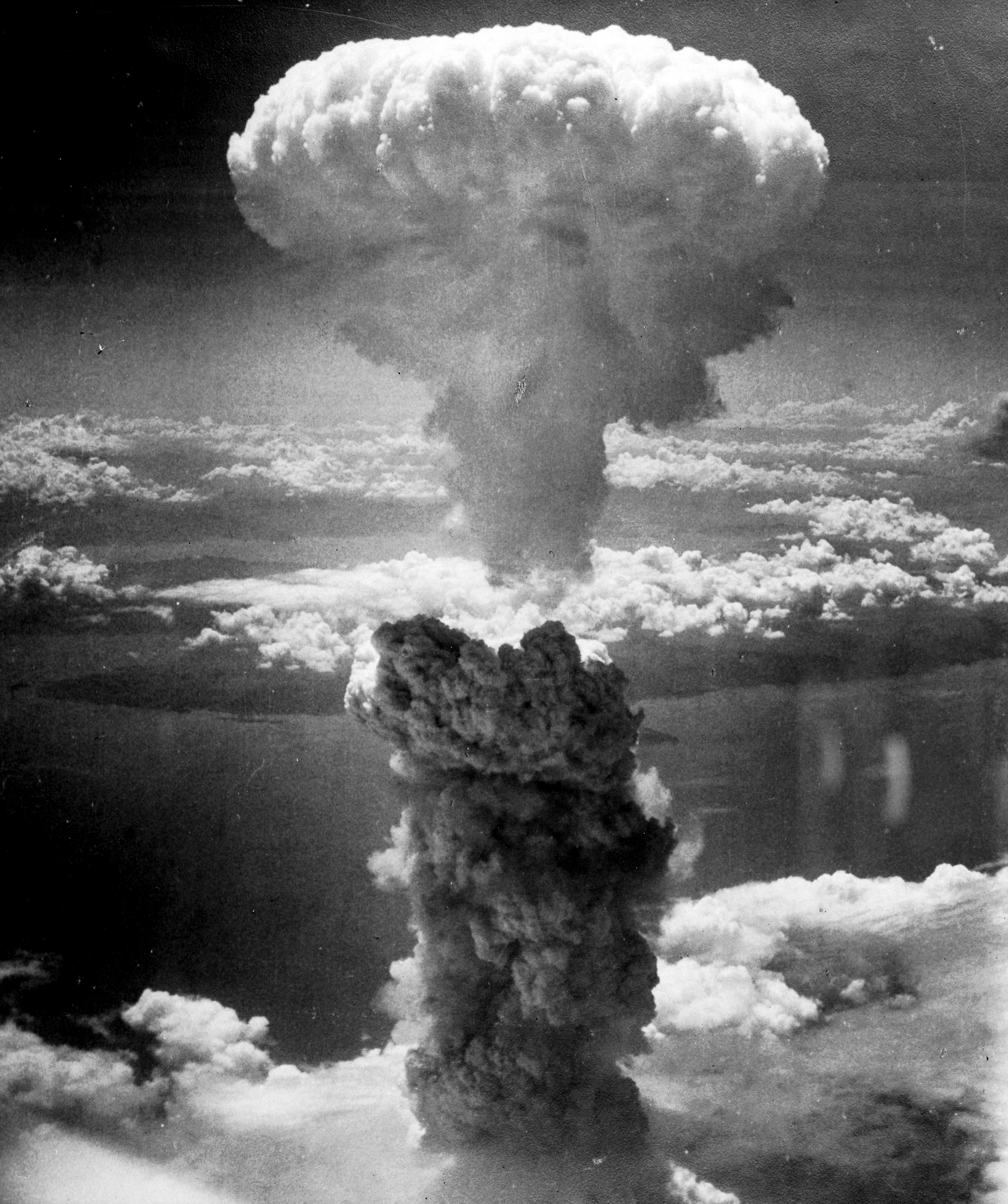
السحابة الناتجة من إسقاط قنبلة نووية على ناجازاكي في اليابان 1945 وكان ارتفاع السحابة 18 كم

السلاح النووي هو سلاح تدمير فتاك يستخدم عمليات التفاعل النووي، يعتمد في قوته التدميرية على عملية الانشطار النووي أو الاندماج النووي؛ ونتيجة لهذه العملية تكون قوة انفجار قنبلة نووية صغيرة أكبر بكثير من قوة انفجار أضخم القنابل التقليدية، حيث إن بإمكان قنبلة نووية واحدة تدمير أو إلحاق أضرار فادحة بمدينة بكاملها، وقتل مئات الآلاف من سكانها. لذا تعتبر الأسلحة النووية أسلحة دمار شامل ويخضع تصنيعها واستعمالها إلى ضوابط دولية حرجة.
الولد الصغير (بالإنجليزية: Little Boy) هو الاسم الرمزي الذي أطلق على أول قنبلة ذرية ألقيت على مدينة هيروشيما اليابانية في 6 أغسطس 1945 من قاذفة القنابل بوينغ بي-29 سوبر فورترس والتي كان يقودها الكولينيل بول تيبيتس من السرب 393 من القوات الجوية الأمريكية. وتعتبر هذه القنبلة هي أول سلاح نووي يُسْتَخْدَم وبعدها بثلاثة أيام أَلُقِيَت القنبلة الثانية «الرجل البدين» (بالإنجليزية: Fat Man) على مدينة ناجازاكي.
فُجرت أول قنبلة نووية للاختبار في 16 يوليو 1945 في منطقة تدعى صحراء ألاموغوردو (بالإنجليزية: Alamogordo) الواقعة في ولاية نيو مكسيكو في الولايات المتحدة، وسميت القنبلة باسم القنبلة (أ) (بالإنجليزية: A-bomb) وكان هذا الاختبار ثورة في عالم المواد المتفجرة والأسلحة المدمرة، وبهذه العملية فإن شكلاً دائرياً صغيراً بحجم كف اليد يمكن أن يسبب انفجاراً تصل قوته إلى قوة انفجار تحدثه مئات الآلاف من الأطنان من مادة ال«تي إن تي».
اُستُعمِلَت القنبلة الذرية مرتين في تاريخ الحروب؛ وكانتا كلتيهما أثناء الحرب العالمية الثانية عندما أسقطت الولايات المتحدة قنبلتين ذريتين على مدينتي هيروشيما وناجازاكي في اليابان في أواخر أيام الحرب، أوقعت الهجمة النووية على اليابان أكثر من 000’120 شخص معظمهم من المدنيين وذلك في نفس اللحظة، كما أدت إلى مقتل ما يزيد عن ضعفي هذا الرقم في السنوات اللاحقة نتيجة التسمم الإشعاعي أو ما يعرف بمتلازمة الإشعاع الحادة الناتج عن التلوث الإشعاعي، انتقدت الكثير من الدول الهجوم النووي على هيروشيما وناجازاكي إلا أن الولايات المتحدة زعمت أنها أفضل طريقة لتجنب أعداد أكبر من القتلى إن استمرت الحرب العالمية الثانية فترة أطول.
بعد الهجوم النووي على هيروشيما وناجازاكي وحتى وقتنا الحاضر؛ وقع ما يقارب 2000 انفجاراً نووياً كانت بمجملها انفجارات تجريبية واختبارات قامت بها الدول الثمانية التي أعلنت عن امتلاكها لأسلحة نووية وهي الولايات المتحدة والاتحاد السوفيتي (روسيا حالياً) وفرنسا والمملكة المتحدة والصين وباكستان والهند وكوريا الشمالية. اتُهِمَت إيران مؤخراً من قبل عدد من الحكومات بأنها إحدى الدول ذات القدرة النووية. يُستخدم السلاح النووي في وقتنا الحاضر كوسيلة ضغط سياسية وكوسيلة دفاعية إستراتيجية، وتستعمل القدرة النووية أيضا استعمالات غير عسكرية للطاقة النووية . 

## تاريخ القنبلة النووية
طُوِّرَت هذه القنبلة ضمن مشروع مانهاتن خلال الحرب العالمية الثانية، وتستمد القوة التفجيرية من الانشطار النووي من يورانيوم-235. كان قصف هيروشيما هو ثاني تفجير نووي صناعي في التاريخ (الأول هو «ترينيتي» بغرض التجارب)، وكانت الأولى التي تعتمد على اليورانيوم بغرض التفجير. فقط 600 ملليغرام من اليورانيوم حُوِّلَت إلى طاقة للتدمير. وانفجرت بقدرة تدميرية تعادل ما بين 13 و 18 كيلوطن من مادة تي إن تي، وقتلت ما يقرب من 140,000 شخص. لم يُخْتَبَر هذا التصميم في موقع الاختبار ترينيتي، على خلاف قنبلة البلوتونيوم (فات مان) الأكثر تعقيداً، التي اُخْتُبِرَت. وكانت الكمية المتاحة من اليورانيوم المخصب في هذا الوقت ضئيلة جداً في ذلك الوقت، ورئي أن تصميم قنبلة اليورانيوم بسيط ولا بد من أن يعمل ولم يكن هناك حاجة إلى اختباره.
فُجرت أول قنبلة نووية للاختبار في 16 يوليو 1945 في منطقة تدعى صحراء ألاموغوردو (بالإنجليزية: Alamogordo) الواقعة في ولاية نيو مكسيكو في الولايات المتحدة وسميت القنبلة باسم القنبلة (أ) (بالإنجليزية: A-bomb) وقد توجت بنجاح جهود سنين من العمل فيما عرف بمشروع مانهاتن، وكان هذا الاختبار ثورة في عالم المواد المتفجرة التي كانت قبل اختراع القنبلة النووية تعتمد في قوتها على الاحتراق السريع لمواد كيميائية الذي يؤدي إلى نشوء طاقة معتمدة فقط على الإلكترونات الموجودة في المدار الخارجي للذرة؛ على عكس القنبلة النووية التي تستمد طاقتها من نواة الذرّة مستندة على عملية الانشطار النووي وبهذه العملية فإن شكلاً دائرياً صغيراً بحجم كف اليد يمكن أن يسبب انفجاراً تصل قوته إلى قوة انفجار يحدثه 500,000 طن من مادة تي إن تي.
طُوِرَت القنبلة (أ) (بالإنجليزية: A-bomb) وتصنيعها واختبارها من قبل ما سمي بمشروع مانهاتن (بالإنجليزية: Manhattan Project) الذي كان مشروعًا أمريكيًّا ضخمًا تشكل في عام 1942 في خضم الحرب العالمية الثانية وضم أبرز علماء الفيزياء في الولايات المتحدة مثل أنريكو فيرمي Enrico Fermi وروبرت أوبنهايمر J. Robert Oppenheimer والكيميائي هارولد أوري Harold Urey. بعد الحرب العالمية الثانية قامت هيئة الطاقة النووية في الولايات المتحدة بإجراء أبحاث على القنابل الهيدروجينية وتدريجيا بدأ إنتاج قنابل نووية أصغر حجماً بكثير من القنابل النووية الأولية التي كانت ضخمة الحجم وبدأت عملية تركيب رؤوس نووية على الصواريخ التقليدية التي يمكن إطلاقها من على منصات متحركة أو من على سطح البحر وحتى من تحت أعماق المحيطات.

### الهجوم النووي على هيروشيما وناجازاكي
اُستُعمِلَت القنبلة الذرية مرتين في تاريخ الحروب؛ وكانتا كلتيهما أثناء الحرب العالمية الثانية عندما قامت الولايات المتحدة بإسقاط قنبلة ذرية على مدينة هيروشيما في 6 أغسطس 1945 وقنبلة ذرية أخرى على مدينة ناجازاكي في تمام الساعة 8:15 تقريبا بعد 3 أيام، أي في 9 أغسطس 1945 وكلتا المدينتين تقعان في اليابان. وقد أدى إسقاط هاتين القنبلتين إلى قتل 120,000 شخص في لحظة، وما يقارب ضعفي هذا العدد بعد سنوات من آثار الإشعاع. وكانت الأغلبية العظمى من الضحايا من أهالي هاتين المدينتين. بعدها فورا صدر قرار إمبراطور اليابان بالتسليم وإنهاء الحرب بلا قيد ولا شرط. انتقدت الكثير من الدول الهجوم النووي على هيروشيما وناجازاكي إلا أن الولايات المتحدة زعمت أنها أفضل طريقة لتجنب أعداد أكبر من القتلى إن استمرت الحرب العالمية الثانية فترة أطول.
بذلك انتصرت الولايات المتحدة على اليابان في الحرب وأصرت بعد تسليم اليابان بلا قيد ولا شرط على إنشاء دولة ديموقراطية في اليابان وأن يكون تسليح الجيش الياباني تسليحا محدودا وأن تمضي اليابان على معاهدة بامتناعها من بناء قنابل نووية. حاليا تستخدم اليابان المواد النووية في تشغيل مفاعلات القوى لإنتاج الطاقة الكهربائية وتخضع لتفتيش منشآتها النووية من قبل الهيئة الدولية للطاقة الذرية، بحيث لا تقوم بذلك في الخفاء.

### في الوقت الحاضر
بعد الهجوم النووي على هيروشيما وناجازاكي وحتى وقتنا الحاضر؛ وقع ما يقارب 2000 انفجاراً نووياً كانت بمجملها انفجارات تجريبية واختبارات قامت بها الدول السبع التي أعلنت عن امتلاكها لأسلحة نووية وهي الولايات المتحدة والاتحاد السوفيتي (روسيا حالياً) وفرنسا والمملكة المتحدة والصين وباكستان والهند وكوريا الشمالية, وهناك بعض الدول التي اُتُّهِمَت بالسعي إلى تصنيع السلاح النووي أو تصنيعه بالفعل ومن أبرزها مصر وتركيا, كما يعتقد أن إسرائيل تمتلك أيضاً السلاح النووي رغم أنها لم تنف ذلك أو تؤكده.

## أنواع الأسلحة النووية

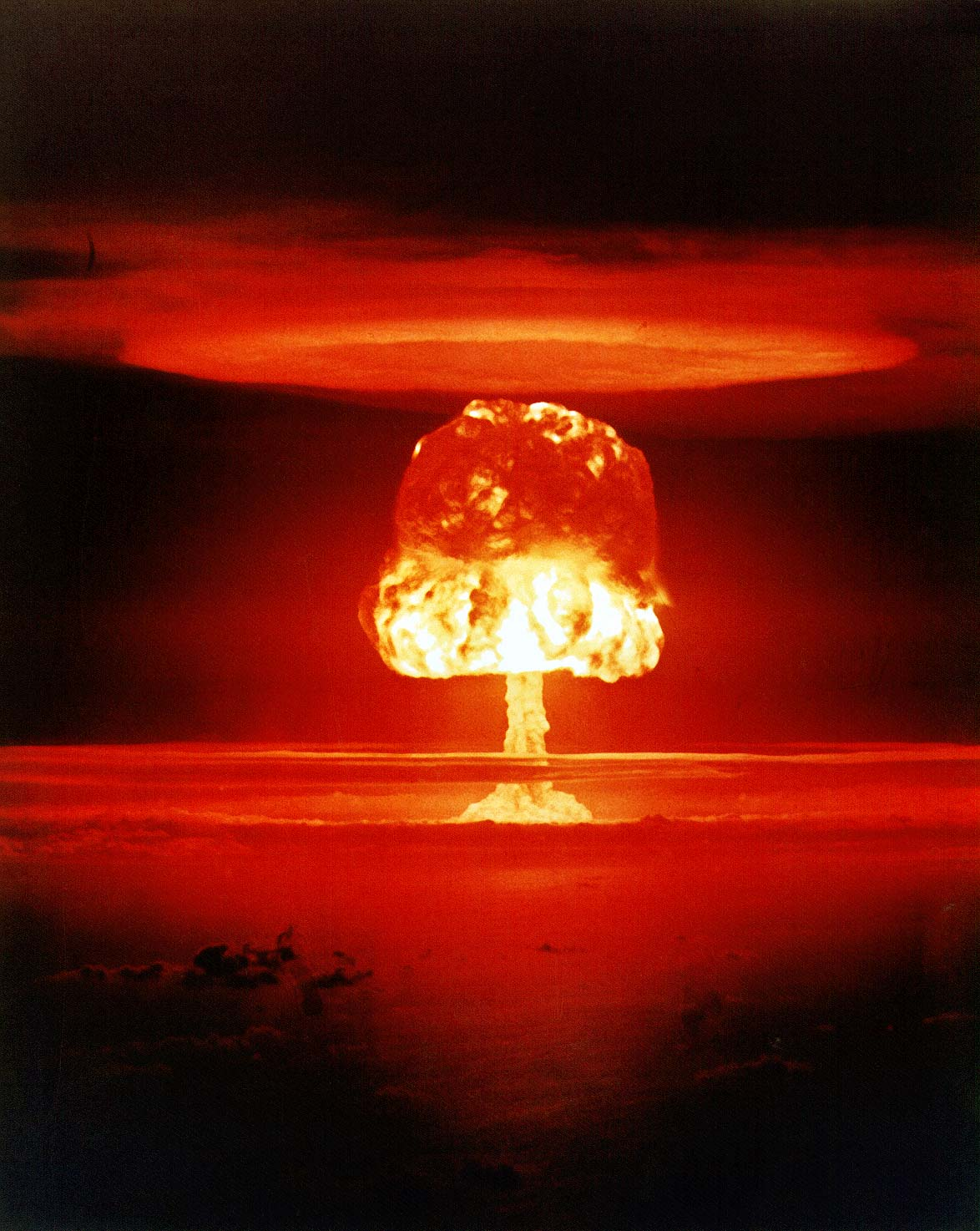
تجربة تفجير قنبلة هيدروجينية „عملية كاستل“ (11 مليون طن [تعادل TNT]) يوم 27. مارس 1954 في جزر بكيني Bikini-Atoll.

هناك ثلاثة أنواع رئيسية من الأسلحة النووية وهي:
- الأسلحة النووية الانشطارية: سلاح انشطاري معزز أحد أنواع الأسلحة النووية التي تكمن قوتها في عملية الانشطار النووي لعنصر ثقيل مثل اليورانيوم ذي الكتلة الذرية رقم 235 (يورانيوم-235) والبلوتونيوم ذي الكتلة الذرية رقم 239 (بلوتونيوم-239) حيث تحفز هذه العناصر الثقيلة على الانشطار النووي بواسطة تسليط حزمة من النيوترونات على نواتها والتي تؤدي إلى انشطارها إلى عدة أجزاء وكل جزء مكون بعد الانشطار الأولي تمتلك من النيوترونات الخاصة بها ما تكفي لتحفيز انشطار آخر وتستمر هذه السلسلة من الانشطارات التي تُجْرَى عادة في المفاعلات النووية وكل عملية انشطار تؤدي إلى خلق كميات كبيرة من الطاقة الحركية، وتشمل الأنواع الفرعية: قنابل الكتلة الحرجة (بالإنجليزية: Critical Mass)، قنابل المواد المخصبة.
- الأسلحة النووية الاندماجية وهي أحد أنواع الأسلحة النووية التي تكمن مصدر قوتها مع عملية الاندماج النووي عندما تتحد أنوية خفيفة الكتلة مثل عنصر الديتريوم (بالإنجليزية: Deuterium) وعنصر الليثيوم لتكوين عناصر أثقل من ناحية الكتلة حيث تُحَفَّزُ سلسلة من عمليات الاتحاد بين هذين العنصرين وتنتج من هذه السلسلة من عمليات الاندماج كميات كبيرة من الطاقة الحركية، ويطلق على القنابل المصنعة بهذه الطريقة اسم القنابل الهيدروجينية (بالإنجليزية: H-bombs) أو القنابل النووية الحرارية (بالإنجليزية: Thermonuclear Bombs) لأن سلسلة الاندماج المحفزة بين أنوية هذه العناصر الخفيفة تتطلب كميات كبيرة من الحرارة وتعتبر القنبلة النيوترونية والهيدروجينية من أهم أنواع الأسلحة النووية الاندماجية [2]، تستطيع القنابل الهيدروجينية إحداث أضرار بالغة تصل إلى 50 ميجا طن (مليون طن) حققتها إحدى القنابل التجريبية التي اختبرها الاتحاد السوفيتي، إلا أن عائق الحجم والوزن وتحدي الربط برأس الصاروخ الناقل يجعل القنابل الهيدروجينية المستخدمة حالياً أقل قوة.[4]
- الأسلحة النووية التجميعية: هي أحد أنواع الأسلحة النووية التي تُصْنَع بخطوتين، تكمن فكرة هذا النوع من السلاح في تكوين ما يسمى الكتلة فوق حرجة ويتم هذا بدمج كتلتين كل منهما كتلة دون الحرجة. ولغرض دمجهما سويا يسلط ضغط هائل مفاجئ على الكتلتين فتندمجان لحظيا في كتلة واحدة فتصبح كتلتهما الكلية فوق الكتلة الحرجة وتنفجر القنبلة الذرية وينتج عنها كميات هائلة من الحرارة والطاقة الحركية، وتشمل الأنواع الفرعية: القنابل ذات الانشطار المصوب، قنابل الانشطار ذات الانضغاط الداخلي (بالإنجليزية: Implosion Method).[2]

## تأثيرات الانفجار النووي

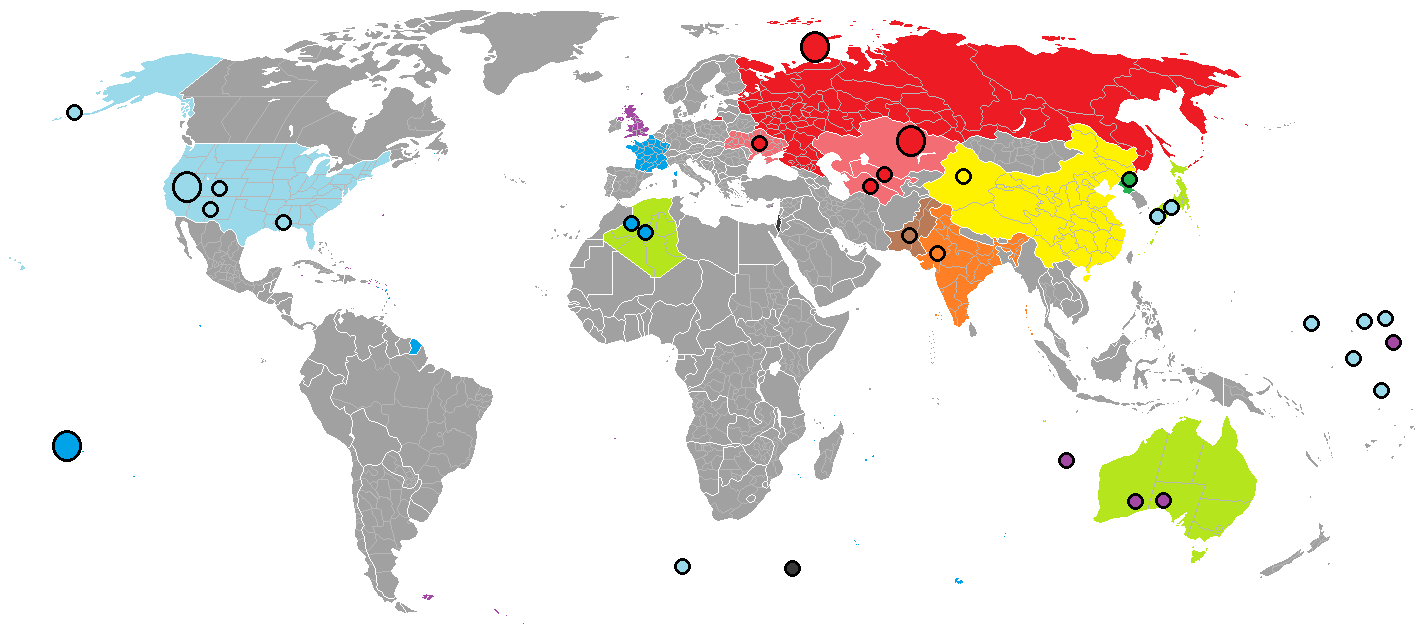
قد أُجْرِيَت أكثر من 2000 تجربة نووية، في أكثر من عشرة مواقع مختلفة في جميع أنحاء العالم. الأحمر روسيا / الاتحاد السوفيتي ،والأزرق فرنسا ،والأزرق الفاتح الولايات المتحدة الأمريكية، بريطانيا البنفسجي ،والأسود إسرائيل ،والبرتقالي الهند، الصين بالأصفر ،والبني باكستان ،وكوريا الشمالية بالأخضر ،و الأخضر الفاتح (الأراضي المعرضة للقنابل النووية)

يمكن تقسيم التأثيرات الناجمة عن الانفجار النووي إلى ثلاثة أنواع من التأثيرات:
- التأثيرات الناجمة عن انفجار القنبلة النووية.
- التأثيرات الحرارية للقنبلة النووية.
- التأثيرات الإشعاعية للقنبلة النووية.

## انتشار التسلح النووي في العالم
في الوقت الحاضر؛ توجد 5 دول أعلنت أنها دول تمتلك أسلحة نووية، وقامت بتوقيع معاهدة الحد من انتشار الأسلحة النووية. وهذه الدول هي: الولايات المتحدة والاتحاد السوفيتي (روسيا حاليا) وفرنسا والمملكة المتحدة والصين. هناك دولتان أعلنتا امتلاكهما لأسلحة نووية دون أن توقعا على معاهدة الحد من انتشار الأسلحة النووية وهما باكستان والهند. كوريا الشمالية أعلنت رسميا عن امتلاكها لأسلحة نووية لكنها لم تقدم أدلة ملموسة حول إجراء اختبار لقنبلتها النووية، ويحيط الكثير من الغموض بالملف النووي الكوري. وعلى النقيض من كوريا الشمالية كانت جنوب أفريقيا تمتلك في السابق ترسانة نووية لكنها قررت تدميرها.
هناك شكوك كبيرة في امتلاك إسرائيل لأسلحة نووية، غير أن الحكومات الإسرائيلية لم تعلن أو تنكر رسميا امتلاكها لأسلحة نووية حتى الآن. وجهت مؤخرا اتهامات إلى إيران من قبل الولايات المتحدة وبعض الحكومات الغربية بامتلاكها قنابل المواد المخصبة، وهي نوع من الأسلحة النووية الانشطارية، ولكن إيران نفت هذه الاتهامات؛ كما أصدرت فتوى بتحريم السلاح النووي من قبل المرشد الأعلى للثورة الإسلامية في إيران آية الله علي الخامنئي في عام 2003 تعتبر استخدام هذه الأسلحة وسائر صنوف أسلحة الدمار الشامل كالأسلحة الكيمياوية والبيولوجية خطراً حقيقياً على البشرية وبالتالي حرامًا. وقامت منظمة الوكالة الدولية للطاقة الذرية بإجراء عمليات تفتيش على مختلف المفاعلات النووية الإيرانية عدة مرّات، منها مفاعل أراك في يوليو 2007. ومنشأة فوردو في أكتوبر 2009. كما أكد المدير العام للوكالة الدولية للطاقة الذرية يوكيا أمانو في 10 نوفمبر 2017 علی تنفيذ إيران لالتزاماتها المتصلة بالطاقة النووية بموجب خطة العمل الشاملة المشتركة المتفق عليها في عام 2015، قائلًا إنّ إيران «تخضع الآن لنظام التحقق النووي الأكثر قوة في العالم. وقد وسع مفتشونا إمكانية الوصول إلى المواقع، ولديهم مزيد من المعلومات حول البرنامج النووي الإيراني.»
فيما يلي أرقام قُدمت عام 2002 من قبل الدول ذات الكفاءة النووية نفسها؛ ويعتبر البعض هذه الأرقام أرقاماً لا يمكن الاعتماد عليها لأنها لم تقدم من جهات عالمية محايدة:
| اسم الدولة                                | عدد الرؤوس النووية | سنة اختبار القنبلة الأولى |
| ----------------------------------------- | ------------------ | ------------------------- |
| الولايات المتحدة الأمريكية                | 6,970              | 1945                      |
| روسيا                                     | 7,300              | 1949                      |
| المملكة المتحدة لبريطانيا العظمى وأيرلندا | 215                | 1952                      |
| فرنسا                                     | 300                | 1960                      |
| الصين                                     | 260                | 1964                      |
| الهند                                     | 110-120            | 1974                      |
| باكستان                                   | 120-130            | 1998                      |
| جمهورية كوريا الشعبية الديمقراطية         | 0-10               | 2006                      |
| إسرائيل                                   | 60-40              | 1960-1979                 |
|                                           |                    |                           |

## دول قد تمتلك أسلحة نووية
هناك اعتقاد بأن هذه الدول قد تمتلك قنبلة نووية واحدة على الأقل:
- إسرائيل، لإسرائيل مفاعل نووي يسمى مفاعل ديمونة. في عام 1986 كشف أحد العلماء الإسرائيليين واسمه مردخاي فعنونو معلومات عن مفاعل ديمونة بعد أن قام بتصوير 60 صورة من أقسام سرية للمفاعل تقع تحت الأرض. وبعد فحص الصور والمعلومات من قبل مختصين قاموا بتأكيد أن إسرائيل استطاعت تصنيع 200 قنبلة نووية حتى عام 1986. ونتيجة لذلك اُخْتُطِف واُعْتُقِل من قبل الموساد الإسرائيلي. وهناك اعتقاد سائد بأن إسرائيل قد قامت في عام 1979 بإجراء تفجير اختباري دون أن تتوفر الأدلة لإثبات هذه المزاعم. ومن الجدير بالذكر أن إسرائيل لم توقع على اتفاقية منع انتشار أسلحة الدمار الشامل والسلاح النووي. ولم تنفِ أو تأكد إذا كانت تمتلك القنبلة أم لا. لكن في 4 أبريل 2023 أقر لأول مرة، رئيس الوزراء الإسرائيلي السابق إيهود باراك، بإمتلاك دولته أسلحة نووية بشكل صريح مشيرا لمخاوفه "من قيام دكتاتورية تمتلك النووي إذا نجح الانقلاب السلطوي بإسرائيل" وفق قوله.[9]
- إيران، وقعت إيران على معاهدة الحد من انتشار الأسلحة النووية؛ وتصر أيضا على لسان وزير خارجيتها علي أكبر صالحي أن مفاعلها النووي يستعمل لأغراض سلمية فقط، وأعلنت أنها شغلت أكثر من 6000 جهاز طرد مركزي في 2008 لإنتاج الوقود النووية لمحطة بوشهر الكهربائية، وترى قلق الغرب حول برنامجه النووية قلقاً سياسياً لا قانونياً.[10]
- جمهورية كوريا الشعبية الديمقراطية، انسحبت من معاهدة الحد من انتشار الأسلحة النووية في 10 يناير 2003، وفي فبراير 2005 أعلنت عن امتلاكها لأسلحة نووية فعالة، لكن انعدام الاختبار أثار الشكوك حول هذه المزاعم.

## دول كانت تمتلك أسلحة نووية في السابق
- أوكرانيا كانت تملك 80 صاروخ لكنها تخلت عنها وأعطتها لـروسيا
- بيلاروسيا ورثت 81 رأسا نوويا من الاتحاد السوفيتي ولكنها تخلت عنها عام 1996 ونُقلت إلى روسيا.
- كازاخستان، ورثت 1400 رأسا نوويا من الاتحاد السوفيتي ولكنها تخلت عنها عام 1995 ونُقلت إلى روسيا.
- جنوب أفريقيا، أنتجت 6 قنابل نووية في الثمانينيات ولكنها تخلت عنها وقامت بتدميرها في التسعينيات.

## دول قادرة على بناء ترسانة نووية
يُعتقد أن الدول المذكورة أدناه قادرة على بناء قنبلة نووية خلال سنوات في حال اتخاذ حكوماتها قرارات بهذا الشأن، علماً بأن كل هذه الدول قد وقعت على معاهدة الحد من انتشار الأسلحة النووية:
- أرجنتين
- ألمانيا
- كندا
- اليابان
- إيطاليا
- كوريا الجنوبية
- أستراليا
- البرازيل
- المجر

وهذه الدول لديها مفاعلات نووية تستعمل لأغراض مدنية أو بحثية فقط.

## التسلح النووي أثناء الحرب الباردة

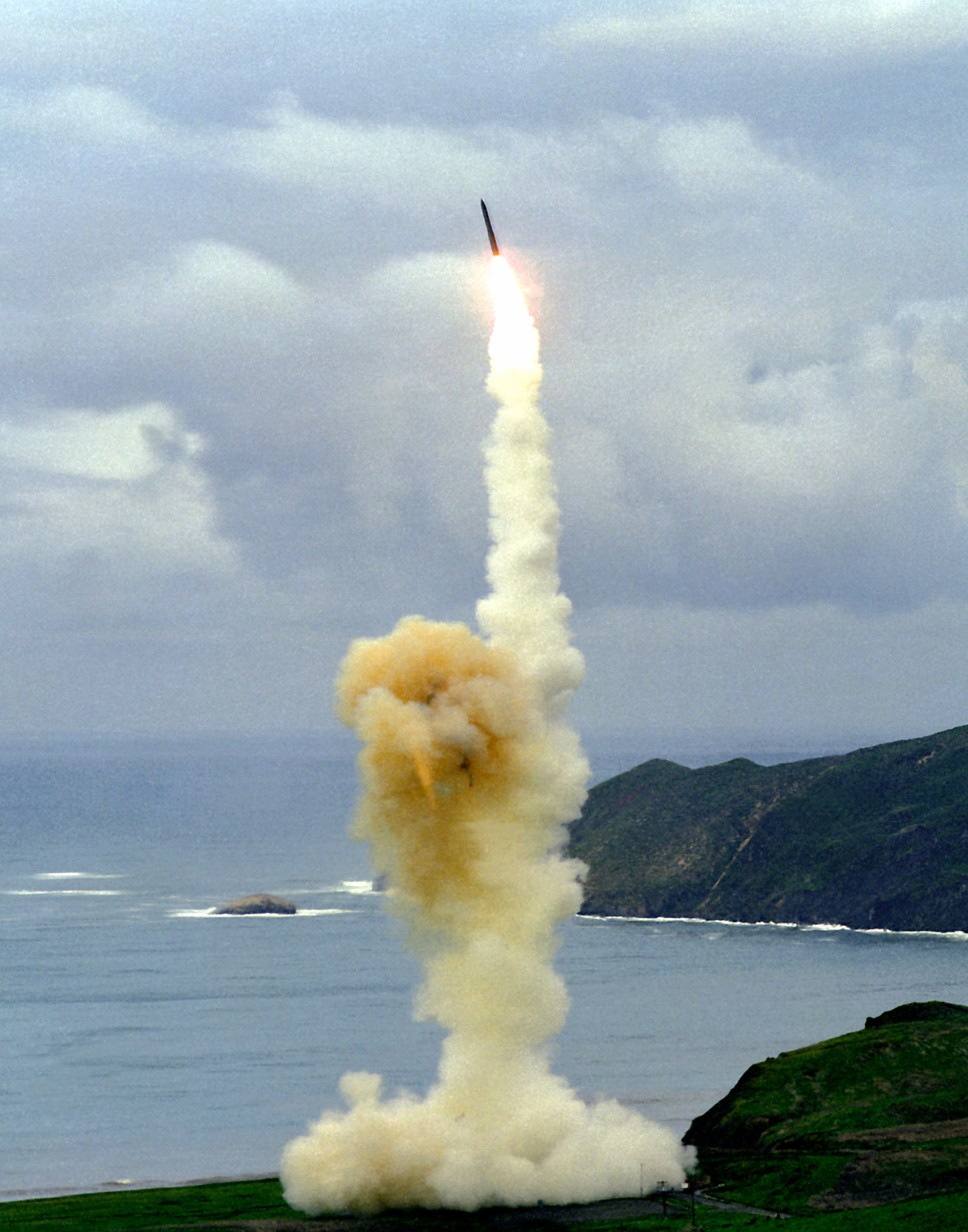
تصنيع السوفيت للصواريخ العابرة للقارات اثارت فزعا في الولايات المتحدة

بعد انتهاء الحرب العالمية الثانية استمرت الولايات المتحدة في تطوير قدراتها النووية وركزت في السنوات الأولى بعد الحرب على تطوير طائراتها من نوع كونفير بي-36 ليكون بمقدورها حمل قنابل نووية أشد قوة. في 29 أغسطس 1949 قام الاتحاد السوفيتي لأول مرة بتفجير تجريبي لقنبلة نووية في منطقة سيميبالاتينسك الواقعة في كازاخستان وكانت هذه مفاجئة للولايات المتحدة التي لم تتصور أن السوفييت سيتمكنون من بناء ترسانة نووية بهذه السرعة؛ علماً بأن العلماء في مشروع مانهاتن كانوا قد حذروا البيت الأبيض من أن الاتحاد السوفيتي سيتمكن مستقبلا من تصنيع الأسلحة النووية. هناك مزاعم بأن المخابرات السوفيتية تمكنت من الحصول على الخطوط العريضة لتصميم الأسلحة النووية التجميعية وكانت القنبلة الأولى عبارة عن نسخة مشابهة جدا من قنابل الانشطار ذات الانضغاط الداخلي التي أُلقِيَت على مدينة ناغازاكي.
بدأ التوتر يسود البيت الأبيض الذي قرر تحويل مسؤولية الإشراف على الأسلحة النووية من الجيش الأمريكي إلى لجنة خاصة سُميت؛ لجنة الطاقة الذرية تحسباً لقرارات فردية قد تتخذها قيادات الجيش لاستعمال الأسلحة النووية. وبدأت بعد ذلك في نشر التسلح النووي، فقامت الولايات المتحدة بدعم بعض الحكومات الأوروبية الغربية الموالية لها بإمكانات صنع ترسانة نووية، وقامت المملكة المتحدة بأول تفجير اختباري في عام 1952، وتلتها فرنسا في عام 1960. على الرغم من أن ترسانة المملكة المتحدة وفرنسا كانت أصغر من ترسانة الاتحاد السوفيتي إلا أن قربهما جغرافيا من الاتحاد السوفيتي كان عاملا استراتيجيا مهما في الحرب الباردة.
بدأ شوط جديد من نشر الأسلحة النووية كوسيلة للدفاع الاستراتيجي في الحرب الباردة في مايو 1957 عندما نجح الاتحاد السوفيتي في تصنيع صواريخ ذات رؤوس نووية عابرة للقارات مما أثار فزعا في صفوف الحكومة الأمريكية. قام جون كينيدي في حملته الانتخابية باستعمال هذا التطور؛ حيث صرح بأن الاتحاد السوفيتي أصبح أكثر تطورا من الولايات المتحدة من ناحية تصنيع الصواريخ ووعد بأن يضع تطوير الصواريخ الأمريكية في مقدمة أولوياته في حال انتخابه رئيسا. وبالفعل بعد انتخابه قام بتطوير تقنية الصواريخ، وضيق الفجوة التي كانت تهدد أمن الولايات المتحدة حسب تصور الإدارة الأمريكية.
في عام 1962 شهدت الحرب الباردة تصعيداً خطيراً عندما زود الاتحاد السوفيتي كوبا بمجموعة من الصواريخ النووية؛ واستمرت هذه الأزمة الخطيرة ثلاثة عشر يوماً كانت من أخطر أيام الحرب الباردة وانتهت الأزمة في 28 أكتوبر 1962 بقرار من نيكيتا خوروشوف باسترجاع الصواريخ إلى الأراضي السوفيتية مع اعتراف الولايات المتحدة بكوبا كدولة اشتراكية. في الثمانينيات شهد سباق التسلح النووي في الحرب الباردة تطوراً آخر وهو تسليح الغواصات بالصواريخ النووية وكان الاتحاد السوفيتي أول من توصل إلى هذه القدرة العسكرية.

## أنظمة إطلاق الصواريخ النووية
أنظمة إطلاق الصواريخ النووية هي مجموعة من النظم المستعملة لوضع القنبلة النووية في المكان المراد انفجاره أو بالقرب من الهدف الرئيسي، وهناك مجموعة من الوسائل لتحقيق هذا الغرض منها:
- القنابل الموجهة بتأثير الجاذبية الأرضية وتُعتبر هذه الوسيلة من أقدم الوسائل التي اُستُعمِلَت في تاريخ الأسلحة النووية، وهي الوسيلة التي اُستُعمِلَت في إسقاط القنابل ذات الانشطار المصوب على مدينة هيروشيما وقنابل الانشطار ذات الانضغاط الداخلي التي أُلقِيَت على مدينة ناكاساكي حيث كانت هذه القنابل مصممة لتقوم طائرات بإسقاطها على الأهداف المطلوبة أو بالقرب منها.
- الصواريخ الموجهة ذات الرؤوس النووية وهي عبارة عن صواريخ تتبع مساراً محدداً لا يمكن الخروج عنه. وتطلق هذه الصواريخ عادة بسرعة يتراوح مقدارها بين 1.1 كم في الثانية إلى 1.3 كم في الثانية وتقسم هذه الصواريخ بصورة عامة إلى صواريخ قصيرة المدى ويصل مداها إلى أقل من 1000 كم ومنها على سبيل المثال صواريخ V-2 الألمانية، وصواريخ سكود السوفيتية، وصواريخ SS-21 الروسية. وهناك أيضا صواريخ متوسطة المدى يصل مداها إلى 2500 - 3500 كم. وأخيرا؛ يوجد هناك الصواريخ العابرة للقارات والتي يصل مداها إلى أكثر من 3500 كم. وتستعمل عادة الصواريخ المتوسطة المدى والعابرة للقارات في تحميل الرؤوس النووية؛ بينما تستعمل الصواريخ القصيرة المدى لأغراض هجومية في المعارك التقليدية. منذ السبعينيات شهد تصنيع الصواريخ الموجهة تطورا كبيرا من ناحية الدقة في إصابة أهدافها.
- الصواريخ الجوالة، مثل صواريخ بي جي إم-109 توماهوك، تعتبر هذه الصواريخ موجهة وتستعمل أداة إطلاق نفاثة تُمَكِنُ الصاروخ من الطيران لمسافات بعيدة تُقَدَرُ بآلاف الكيلومترات. ومنذ عام 2001 تم التركيز على استعمال هذا النوع من الصواريخ من قبل القوات البحرية الأمريكية وتكلف تصنيع كل صاروخ ما يقارب 2 مليون دولار أمريكي. وتشتمل هذه النوعية من الصواريخ -بدورها- على نوعين؛ نوع قادر على حمل رؤوس نووية، وآخر يحمل فقط رؤوساً حربية تقليدية.
- 'الصواريخ ذات الرؤوس النووية الموجهة من الغواصات في سبتمبر 1955 نجح الاتحاد السوفيتي في إطلاق هذه الصواريخ، وشكلت انعطافة مهمة في مسار الحرب الباردة. تمكنت الولايات المتحدة بعد سنوات عديدة من تصنيع صواريخ مشابهة.
- أنظمة إطلاق أخرى وتشمل استعمال القذائف الدفعية والألغام وقذائف الهاون. وتعتبر هذه الأنواع من أنظمة الإطلاق أصغر الأنظمة حجماً، ويُمكِن تحريكها واستعمالها بسهولة. ومن أشهرها قذائف الهاون الأمريكية المسماة Davy Crockett، والتي صُمِمَت في الخمسينيات وزُوِّدَت ألمانيا الغربية بها إبان الحرب الباردة وكانت تحتوي على رأس نووي بقوة 20 طن من مادة تي إن تي. واُختبرت في عام 1962 في صحراء نيفادا في الولايات المتحدة.

## معاهدات عدم انتشار الأسلحة النووية

أُسِّسَت الوكالة الدولية للطاقة الذرية لتحفيز تطوير الاستخدام السلمي للطاقة النووية ومراقبة المنشآت التابعة لها

برزت منذ الخمسينيات أصوات مناهضة لعمليات الاختبار والتسلح النووي، حيث أُجري منذ 16 يونيو 1945 وحتى 31 ديسمبر 1953 أكثر من خمسين انفجاراً نووياً تجريبياً، مما حدا بالكثير من الشخصيات العالمية إلى التعبير عن رفضها لهذه الأفعال، ومن أبرزها جواهر لال نهرو رئيس وزراء الهند آنذاك والذي دعى إلى التخلي عن إجراء أي اختبارات نووية، دون أن تلقى دعواته آذاناً صاغية من القوى العظمى آنذاك بسبب انهماكها في تفاصيل الحرب الباردة.
بدأت أولى المحاولات للحد من الأسلحة النووية في عام 1963؛ حيث وقعت 135 دولة على اتفاقية سُميت معاهدة الحد الجزئي من الاختبارات النووية وقامت الأمم المتحدة بالإشراف على هذه المعاهدة؛ علماً بأن الصين وفرنسا لم توقعا على هذه المعاهدة وكانتا من الدول ذات الكفاءة النووية.
في عام 1968 وُقِّع على معاهدة الحد من انتشار الأسلحة النووية، ولكن باكستان والهند وهما دولتان تملكان الأسلحة النووية لم توقعا على هذه المعاهدة، وانسحبت كوريا الشمالية منها في عام 2003.
في 10 سبتمبر 1996 فُتِحَت مُعاهدة جديدة للتوقيع سَميت معاهدة الحد الكلي من إجراء الاختبارات النووية وفيها مُنِع أجراء أي تفجير للقنابل النووية؛ حتى لأغراض سلمية. وُقِّع على هذه المعاهدة من قبل 71 دولة حتى الآن. لكن لغرض تحويل هذه المعاهدة إلى قرار عملي فإنه يجب أن يصدق عليه من قبل كل الدول الأربع والأربعون التالية: الجزائر والأرجنتين وأستراليا والنمسا وبنغلاديش وبلجيكا والبرازيل وبلغاريا وكندا تشيلي والصين وكولومبيا وكوريا الشمالية وجمهورية الكونغو الديمقراطية ومصر وفنلندا وفرنسا وألمانيا وهنغاريا والهند وإندونيسيا وإيران وإسرائيل وإيطاليا واليابان والمكسيك وهولندا والنرويج وباكستان وبيرو وبولندا ورومانيا وكوريا الجنوبية وروسيا وسلوفاكيا وجنوب أفريقيا وإسبانيا والسويد وسويسرا وتركيا وأوكرانيا والمملكة المتحدة والولايات المتحدة وفيتنام والسعودية.
إلى هذا اليوم قامت بعض الدول الأربع والأربعون التي يجب أن تُصادِق على المعاهدة بالتوقيع. لم توقع الهند وباكستان وكوريا الشمالية، وقامت دول أخرى بالتوقيع ولكنها لم تتخذ قرارا بالتصديق على المعاهدة؛ وهذه الدول هي الصين وكولومبيا ومصر وإيران وإسرائيل والولايات المتحدة وإندونيسيا وفيتنام. ولا يتوقع أن تقوم أي من هذه الدول بالتصديق على المعاهدة في المستقبل القريب حيث تشهد معظم هذه المناطق توترا سياسيا يحول دون التصديق على هذه المعاهدة.

## وصلات خارجية
- قائمة بأسلحة الباكستان النووية
- تأثير الأسلحة النووية
- بعض الأسئلة المتكررة عن آلية عمل الأسلحة النووية
- وثائق سرية نشرتها الحكومة الأمريكية عن مشاريعها النووية
- الأخبار النووية
- skeptically.org
- nuclearfiles: مذكرة تضم أهم الأحداث التاريخية والحالية المتعلقة بالأسلحة النووية والمنظمات الدولية المسؤولة عنها نسخة محفوظة 29 مارس 2013 على موقع واي باك مشين.